# Eric Lawlor
Eric Lawlor (* 1. Juli 1937; † 20. Mai 2012 in Nuneaton) war ein englischer Snookerspieler, der zwischen 1987 und 1993 Profispieler war. In dieser Zeit erreichte er die Runde der letzten 32 der English Professional Championship 1988, dreimal die Runde der letzten 64 eines Weltranglistenturnieres und Rang 93 der Snookerweltrangliste.

## Karriere
Geboren im Sommer 1937, wuchs Lawlor im Raum Nuneaton auf und lernte Billard durch seinen Vater Eric senior († 1997) kennen, sodass Eric junior bald gute Fähigkeiten aufwies. In den 1970er-Jahren hatte Lawlor großen Erfolg bei lokalen und regionalen Turnieren. Anfang der 1980er-Jahre erreichte er zweimal das Achtelfinale der Qualifikation für die English Amateur Championship. Anschließend nahm er dreimal an den Pontins Spring Open oder den Pontins Autumn Open teil, allerdings mit überschaubarem Erfolg. 1985/1986 spielte er zudem bei der WPBSA Pro Ticket Series mit und schied einmal im Viertel- und einmal im Halbfinale aus. Ab 1987 war Lawlor schließlich Profispieler. Seine gesamte Profikarriere war allerdings geprägt von Qualifikationsniederlagen; neben der English Professional Championship 1988 erreichte Lawlor lediglich bei der UK Championship 1987, bei den British Open 1988 und beim Dubai Classic 1989 die Hauptrunde. Zeitweise immerhin auf Rang 93 platziert, rutschte Lawlor deshalb im Laufe der Zeit auf Rang 113 ab und verlor dann seinen Weltranglistenplatz vollständig. Mitte 1993 folgte auch der Verlust der Spielberechtigung auf der Profitour. Derweil spielte Lawlor Snooker weiter auf regionalem Niveau. Er starb am 20. Mai 2012 nach kurzer Krankheit im Alter von 74 Jahren in einem Krankenhaus in seiner Heimatstadt Nuneaton.